# デイビッド・フィンケラー
デイビッド・フィンケラー (David Finkelhor) は、アメリカ合衆国の社会学者。現在、ニューハンプシャー大学教授。1968年ハーバード大学卒、1971年同大学大学院卒。1967年からパリの大学に勤務し、1978年よりニューハンプシャー大学で社会学の教授として勤めている。
フィンケラーは児童性的虐待の研究者でもあり、児童性的虐待や兄弟姉妹間の近親姦についてサンプルから発生率を推定した。1978年に行われた796人への大学生の研究によれば、成人に性的虐待を受けた女性は19.2%、男性は8.6%であった。また、女性の15%、男性の10%は、何らかの形での兄弟姉妹との近親姦を報告し、フィンケラーはその4分の1は虐待的なものとみられるとした。
1994年、フィンケラーはアメリカ児童虐待専門家協会によって著名児童虐待専門賞を受賞した。